# Atypoidea
Atypoidea – nadrodzina pająków z grupy ptaszników (Mygalomorphae). Tradycyjnie zaliczano do niej trzy rodziny: gryzielowate (Atypidae), Antrodiaetidae i Mecicobothriidae. Praktycznie wszyscy autorzy są zgodni co do bliskiego pokrewieństwa Atypidae i Antrodiaetidae, jednak status Mecicobothriidae jest bardziej kontrowersyjny. Późniejsze badania zasugerowały, że rodzina ta jest bliżej spokrewniona z innymi grupami ptaszników (np. z Dipluridae, Microstigmatidae albo jest grupą siostrzaną dla wszystkich Mygalomorphae nienależących do Atypoidea) niż z gryzielowatymi i Antrodiaetidae, co zakwestionowało monofiletyzm Atypoidea jako grupy obejmującej te trzy rodziny, dlatego wielu autorów do Atypoidea włączało jedynie gryzielowate i Antrodiaetidae. Analizy filogenetyczne przeprowadzone przez Hedina i Bonda (2006) wspierają jednak hipotezę o bliskim pokrewieństwie Mecicobothriidae z Atypidae i Antrodiaetidae; autorzy zaznaczyli jednak, że wynik taki może być efektem long branch attraction. W analizie z 2012 roku poza sekwencjami genów rRNA (18S i 28S) wykorzystano także sekwencję genu kodującego białko EF-1γ oraz cechy morfologiczne – ta analiza zdecydowanie potwierdziła wynik analizy z 2006 roku. Według niej monofiletyczne są rodziny Atypidae i Antrodiaetidae, jednak Mecicobothriidae to takson polifiletyczny – niektórzy jego przedstawiciele należą do linii ewolucyjnej obejmującej Atypidae, a inni – Antrodiaetidae. Polifiletyzm tej grupy nie jest jednak przesądzony, ponieważ w analizie nie uwzględniono wszystkich Mecicobothriidae.
Większość analiz filogenetycznych sugeruje, iż Atypoidea są najbardziej bazalnymi przedstawicielami Mygalomorphae, stanowiącymi grupę zewnętrzną dla wszystkich pozostałych Mygalomorphae. Najstarszym znanym przedstawicielem Atypoidea jest Friularachne rigoi, żyjący w noryku, około 210–215 mln lat temu. Jego przynależność do Atypoidea jest jednak niepewna – oprócz niego najstarsze znane pająki należące do tej grupy pochodzą prawdopodobnie z albu, sprzed około 100–112 mln lat.
Uproszczony kladogram Mygalomorphae według Bonda i współpracowników (2012) z zaznaczeniem pozycji Atypoidea
|  | Megahexura (Mecicobothriidae) |
|  |                               |
|  | Atypidae                      |
|  |                               |

|  | Hexura (Mecicobothriidae) |
|  |                           |
|  | Antrodiaetidae            |
|  |                           |

|  | Megahexura (Mecicobothriidae) |
|  |                               |
|  | Atypidae                      |
|  |                               |

|  | Hexura (Mecicobothriidae) |
|  |                           |
|  | Antrodiaetidae            |
|  |                           |

|  | Megahexura (Mecicobothriidae) |
|  |                               |
|  | Atypidae                      |
|  |                               |

|  | Hexura (Mecicobothriidae) |
|  |                           |
|  | Antrodiaetidae            |
|  |                           |

|  | Megahexura (Mecicobothriidae) |
|  |                               |
|  | Atypidae                      |
|  |                               |

|  | Hexura (Mecicobothriidae) |
|  |                           |
|  | Antrodiaetidae            |
|  |                           |